# Ptinus catalonicus
Ptinus catalonicus là một loài bọ cánh cứng trong họ Ptinidae. Loài này được Bellés miêu tả khoa học năm 2002.